# يو إف سي 284
يو إف سي 284: ماخاشيف ضد فولكانوفسكي (بالإنجليزية: UFC 284: Makhachev vs. Volkanovski) هو حدث لفنون القتال المختلطة نظمته يو إف سي، أُقيم في 12 فبراير 2023 في برث أرينا في برث، أستراليا.

## الخلفية
يمثل هذا الحدث الرحلة الشاملة السادسة عشرة للمنظمة إلى أستراليا، حيث تعود إلى البلاد لأول مرة منذ يو إف سي 243 في ملبورن في أكتوبر 2019.
ترأس الحدث نزال على لقب بطولة يو إف سي للوزن الخفيف بين البطل الحالي إسلام ماخاشيف وبطل وزن الريشة الحالي في يو إف سي ألكسندر فولكانوفسكي. كانت هذه هي المرة الثامنة في تاريخ يو إف سي التي يتنافس فيها أبطال من فئات مختلفة على نفس اللقب، بعد يو إف سي 94، ويو إف سي 205، ويو إف سي 226، ويو إف سي 232، ويو إف سي ليلة القتال: سيهودو ضد ديلاشو، ويو إف سي 259، ويو إف سي 277. في حالة نجاحه، سيُصبح فولكانوفسكي الرجل الرابع الذي يصبح بطلاً في فئتين في وقت واحد والمقاتل الخامس بشكل عام (بعد كونر ماكغريغور في يو إف سي 205، ودانيال كورميي في يو إف سي 226، وأماندا نونيز في يو إف سي 232 ويو إف سي 277، وهنري سيجودو في يو إف سي 238). وكذلك الشخص الثامن بشكل عام الذي يفوز بلقب في فئات مختلفة. كانت أيضًا المرة الأولى في تاريخ المنظمة التي يواجه فيها المقاتل رقم 1 في تصنيف يو إف سي لأفضل المقاتلين في جميع الأوزان (فولكانوفسكي) المقاتل رقم 2 (ماخاشيف) على لقب بطولة.
أُقيم نزال مؤقت على لقب بطولة يو إف سي لوزن الريشة بين الفائز بالمقاتل النهائي: أمريكا اللاتينية يائير رودريغيز وجوش إيميت في هذا الحدث.
نزال في الوزن المتوسط بين بطل يو إف سي للوزن المتوسط السابق (أيضًا الفائز بوزن الوسط في المقاتل النهائي: التحطيم) روبرت ويتيكر ومنافس اللقب السابق باولو كوستا تم ربطهما بهذا الحدث. ومع ذلك، عارض كوستا الإعلان الرسمي الصادر عن المنظمة والذي أشار إلى أنه لم يوقع عقدًا مطلقًا وأن القتال لن يحدث. وكان من المتوقع سابقًا أن يتصدر الثنائي حدث يو إف سي على إي إس بي إن: ويتيكر ضد جاستيلوم في أبريل 2021، لكن كوستا انسحب بسبب المرض.
تمت جدولة نزال بوزن الذبابة بين المنافسين على لقب بطولة يو إف سي لوزن الذبابة السابقين أليكس بيريز وكيا كارا فرانس لهذا الحدث. تم حجزهم سابقًا لحدث في سان دييغو في 16 مايو 2020، ولكن تم نقل البطاقة إلى موقع مختلف بسبب جائحة فيروس كورونا ولم يحدث النزال في النهاية. وفي المقابل، تم إلغاء النزال في أواخر ديسمبر/كانون الأول، حيث تعرضت كارا فرانس لإصابة لم يكشف عنها. تمت إعادة جدولة بيريز لنزال ضد بطل رازين لوزن الديك السابق مانيل كابي في حدث يو إف سي على إي إس بي إن: فيرا ضد ساندهاغن في 25 مارس.
نزال بوزن القشة للسيدات بين لوما لوكبونمي وإليز ريد كان من المقرر عقده في حدث يو إف سي ليلة القتال: لويس ضد سبيفاك. ومع ذلك، تم نقل النزال إلى هذا الحدث لأسباب غير معلنة.
كان من المتوقع إجراء نزال بالوزن الخفيف بين نصرت حقبرست وجيمي مولاركي في هذا الحدث. ومع ذلك، انسحب حقبرست لأسباب غير معلنة وتم استبداله بالوافد الجديد للمنظمة فرانسيسكو برادو.
كان من المقرر إقامة نزال بالوزن الخفيف بين جويل ألفاريز وزبيرا توخوغوف في هذا الحدث. ومع ذلك، انسحب ألفاريز من الحدث لأسباب غير معلنة وتم استبداله بالوافد الجديد للمنظمة إلفيس برينر. في عمليات قص الوزن، بلغ وزن توخوغوف 157.5 رطلاً، أي ما يزيد بمقدار رطل ونصف عن الحد الأقصى لنزال في الوزن الخفيف. استمر النزال بوزن غير محدد وتم تغريم توخوغوف بنسبة 30% من أرباحه التي ذهبت إلى برينر.
كان من المقرر عقد نزال في الوزن الثقيل بين الوافد الجديد للمنظمة جونيور تافا وأوستين لان في هذا الحدث. ومع ذلك، انسحب لين لأسباب غير معلنة وحل محله والدو كورتيس أكوستا. بدوره أُعلن بعد أيام قليلة عن انسحاب تافا بسبب الإصابة وإلغاء النزال.
وكان من المتوقع أن يُقام نزال في وزن خفيف الثقيل بين تيسون بيدرو وتشانغ مينغيانغ في هذا الحدث. ومع ذلك، انسحب تشانغ لأسباب غير معروفة وحل محله موديستاس بوكاوسكاس.
أيضًا في قص عمليات الوزن، أخفق كليدسون رودريغز بالوزن. كان وزنه 127 رطلاً، أي رطل واحد فوق حد وزن الذبابة. استمر النزال بوزن غير محدد حيث تم تغريم رودريغيز بنسبة 20% من أرباحه التي ذهبت إلى خصمه شانون روس.
أثناء بث الحدث، تم الإعلان عن بطل يو إف سي للوزن الخفيف الافتتاحي والسابق جينس بولفر باعتباره «جناح الرواد» التالي في قاعة مشاهير يو إف سي.

## بطاقة القتال
1. ↑  على لقب بطولة يو إف سي للوزن الخفيف.
2. ↑  على لقب بطولة يو إف سي لوزن الريشة المؤقت.
3. ↑  تم خصم مينيفيلد نقطة واحدة في الجولة الثالثة بسبب مسكه للسياج.

المصدر: 

## جوائز المكافأة
حصل المقاتلون التاليون على مكافآت قدرها 50 ألف دولار.
- قتال الليلة: إسلام ماخاشيف ضد ألكسندر فولكانوفسكي
- أداء الليل: يائير رودريغيز وجاك ديلا مادالينا